# STS-78
STS-78 (ang. Space Transportation System) – dwudziesta misja amerykańskiego wahadłowca kosmicznego Columbia i siedemdziesiąty ósmy lot w ramach programu lotów wahadłowców.

## Załoga
źródło
- Terence Henricks (4)*, dowódca (CDR)
- Kevin Kregel (2), pilot (PLT)
- Susan Helms (3), inżynier lotu (MS2)
- Richard Linnehan (1), specjalista misji (MS1)
- Charles Brady (1), specjalista misji (MS3)
- Jean-Jacques Favier (1), specjalista ładunku (PS1) (CNES)
- Robert Brent Thirsk (1), specjalista ładunku (PS2) (CSA)

Załoga rezerwowa:
- Pedro Duque (0), specjalista ładunku (ESA)
- Luca Urbani (0), specjalista ładunku (ASI)

*(liczba w nawiasie oznacza liczbę lotów odbytych przez każdego z astronautów)

## Parametry misji
źródło
- Masa:
  - startowa orbitera: - kg
  - lądującego orbitera: 116 197 kg
  - ładunku: 9649 kg
- Perygeum: 246 km
- Apogeum: 261 km
- Inklinacja: 39,0°
- Okres orbitalny: 89,6 min

## Cele misji
Lot z laboratorium naukowym Spacelab-LMS (Life and Microgravity Science).